# Gajary
Gajary (en húngaro: Gajar, en alemán: Gayring) es un municipio en el oeste de Eslovaquia cerca de la ciudad de Malacky en la región de Bratislava. Se encuentra a unos 40 km (25 millas estatutarias) al norte-oeste de la capital de Eslovaquia, cerca de la frontera con Austria. El pueblo cuenta con alrededor de 3500 habitantes.

## Historia
El pueblo es un sitio arqueológico importante: hallazgos del Neolítico, período Eneolítico, Edad del Bronce, período temprano eslavo (varios asentamientos eslavos) se han excavado allí. El ingeniero Ján Kubíček (1922-2003) exjefe de Finanzas del Ministerio de Asuntos Internos nació allí.

## Demografía
| Año        | 1994 | 2004     | 2014    | 2024    |
| ---------- | ---- | -------- | ------- | ------- |
| Población  | 2537 | 2792     | 2936    | 3215    |
| Diferencia |      | +10,05 % | +5,15 % | +9,50 % |

| Año        | 2023 | 2024    |
| ---------- | ---- | ------- |
| Población  | 3201 | 3215    |
| Diferencia |      | +0,43 % |